# UNKLE
UNKLE (även U.N.K.L.E.) är en brittisk musikgrupp bildad 1994 av James Lavelle och Tim Goldsworthy. DJ Shadow var en tidigare medlem i gruppen. 
UNKLE rör sig i olika genrer, bland annat electronica och experimentell hip-hop.  En mängd artister och producenter har samarbetat med UNKLE, exempelvis Beastie Boys, Lupe Fiasco, Richard Ashcroft, Thom Yorke och Ian Astbury.

## Diskografi
Studioalbum
- Psyence Fiction (1998)
- Never, Never, Land (2003)
- War Stories (2007)
- End Titles... Stories for Film (2008)
- Where Did the Night Fall (2010)

Samlingsalbum
- More Stories (2008)

Remixalbum
- Edit Music for a Film: Original Motion Picture Soundtrack Reconstruction (2005)
- Self Defence: Never, Never, Land Reconstructed and Bonus Beats (2006)
- End Titles... Redux (2008)

Mixalbum
- Do Androids Dream of Electric Beats? (2002)
- Where the Wild Things Are (2004)
- WWIII – Unklesounds vs. U.N.K.L.E (2004)
- Original Artform (2007)

EP
- The Time Has Come (1994)
- Self Defence E.P. - Never, Never, Land Reconstructed and Bonus Beats (2006)
- Night's Temper EP (A Prelude to War Stories) (2007)
- Where Did the Night Fall Mix EP (2010)
- The Answer (2010)
- Only the Lonely (2011)

Singlar (topp 40 på UK Singles Chart)
- "Be There" (1999) (#8) (med Ian Brown)
- "Eye for an Eye" (2003) (#31)
- "Reign" (2004) (#40) (med Ian Brown och Mani)